# Position (football américain)
Pour les articles homonymes, voir Position.
Dans le football américain, chaque équipe se présente avec 11 joueurs sur le terrain en même temps. Le rôle spécifique que joue chaque athlète est appelé position.
Les règles modernes du football américain autorisent des changements illimités des joueurs après chaque jeu. Toutefois, la défense ne peut procéder à des changements (hors blessure) que si l'attaque adverse réalise elle-même au moins une substitution avant. Ceux-ci peuvent être répartis dans trois escouades :
- l'attaque ou escouade offensive : c'est l'équipe qui a la possession du ballon et qui tente de marquer ;
- la défense ou escouade defensive : c'est l'équipe qui tente d'empêcher l'autre équipe de marquer ou qui tente de récupérer le ballon ;
- les unités spéciales, escouades spéciales ou équipes spéciales : ce sont les équipes qui jouent dans les situations de coups de pied aussi bien en défense qu'en attaque.

Au sein de ces groupes, différentes positions spécifiques existent en fonction du rôle principal de chaque joueur.

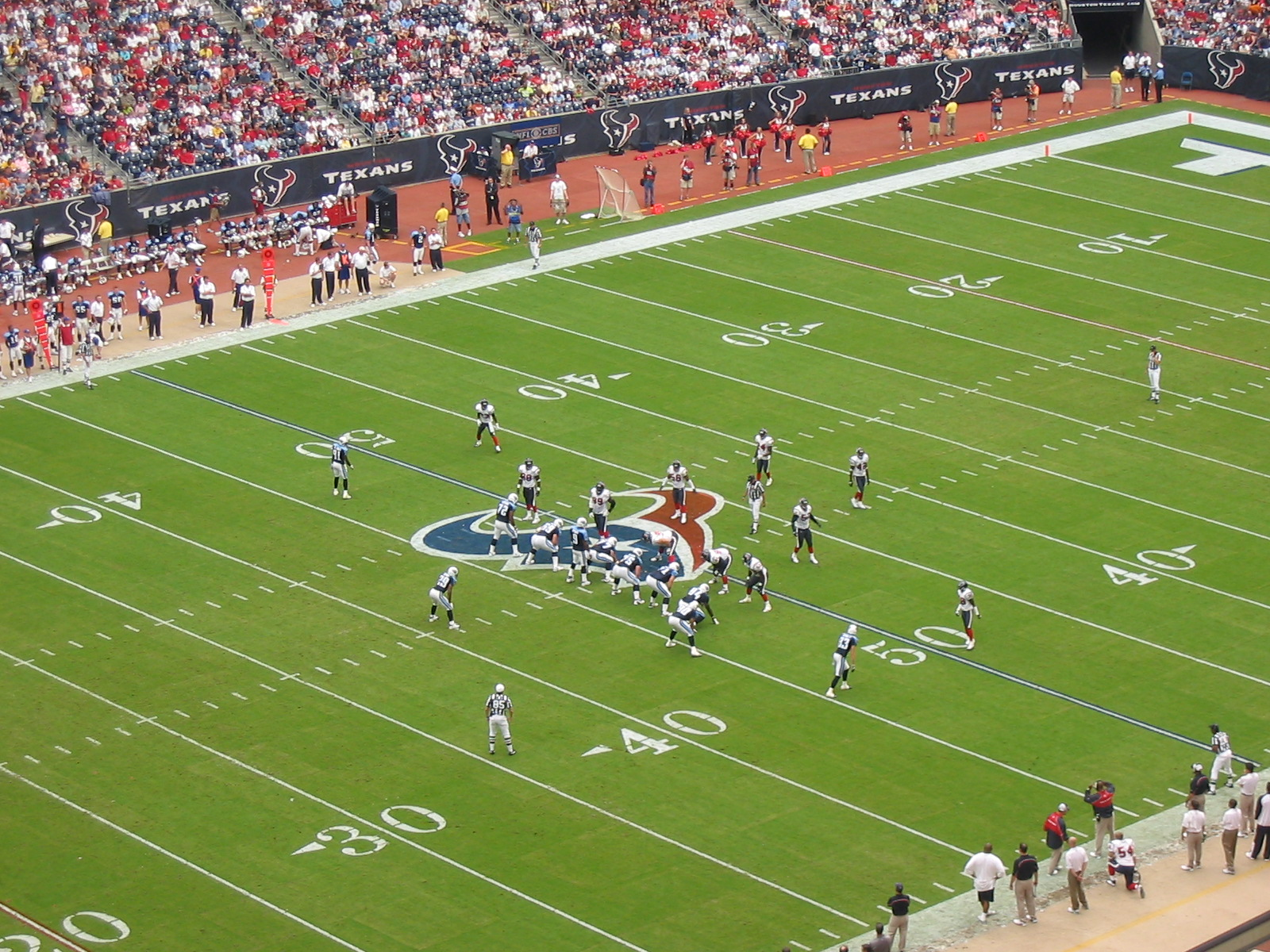
Les Titans du Tennessee et les Texans de Houston en formation avant une action.

Positions des joueurs avec une formation type "I".

## Escouade offensive
Dans le football américain, l'attaque est l'équipe qui a la possession du ballon. Son travail consiste à faire progresser le ballon vers la zone d'en-but adverse pour inscrire des points.
De façon générale, les onze joueurs de l'attaque sont répartis en deux groupes :
- les cinq joueurs de ligne offensive dont le principal rôle est d'empêcher la défense adverse de plaquer le quarterback ;
- les six autres joueurs dont le rôle principal est de faire avancer le ballon soit par le jeu au sol (« rush »), soit par le jeu aérien (« pass »).

Les joueurs de la ligne offensive ne sont généralement pas admissibles pour faire directement avancer le ballon au-delà de la ligne d'engagement (« Ligne de scrimmage »).
L'organisation de l'attaque est strictement réglementée :
- il doit y avoir au moins sept joueurs sur la ligne d'engagement ;
- il ne peut pas y avoir plus de quatre joueurs derrière (appelés collectivement « backs », arrières) ;
- les seuls joueurs éligibles pour jouer le ballon lors d'un jeu normal sont les « backs », les deux joueurs en bout de ligne offensive (les « ends » ou « tight-ends ») et les « wide receivers ». Les joueurs restants (appelés « inside linemen ») sont considérés comme « inéligibles » et ne peuvent que bloquer.

La règle dite des « 4 backs and 7 on the line » doit être respectée à chaque remise en jeu.
Pendant de longues années, la composition type était la « I Formation » constituée du QB, 2 RB (1 tailback/halfback et 1 fullback), 2 WR (1 flanker et 1 split end) et 1 TE.
Les entraîneurs créatifs ont développé un large éventail de formations offensives en fonction des situations de jeu et pour profiter des différentes compétences de leurs joueurs. On peut citer les formations :
- « Full House » avec 3 RB, 2 TEs, pas de WR ;
- « Spread » avec 4 ou 5 WR, parfois sans RB.

### Quarterback (QB)

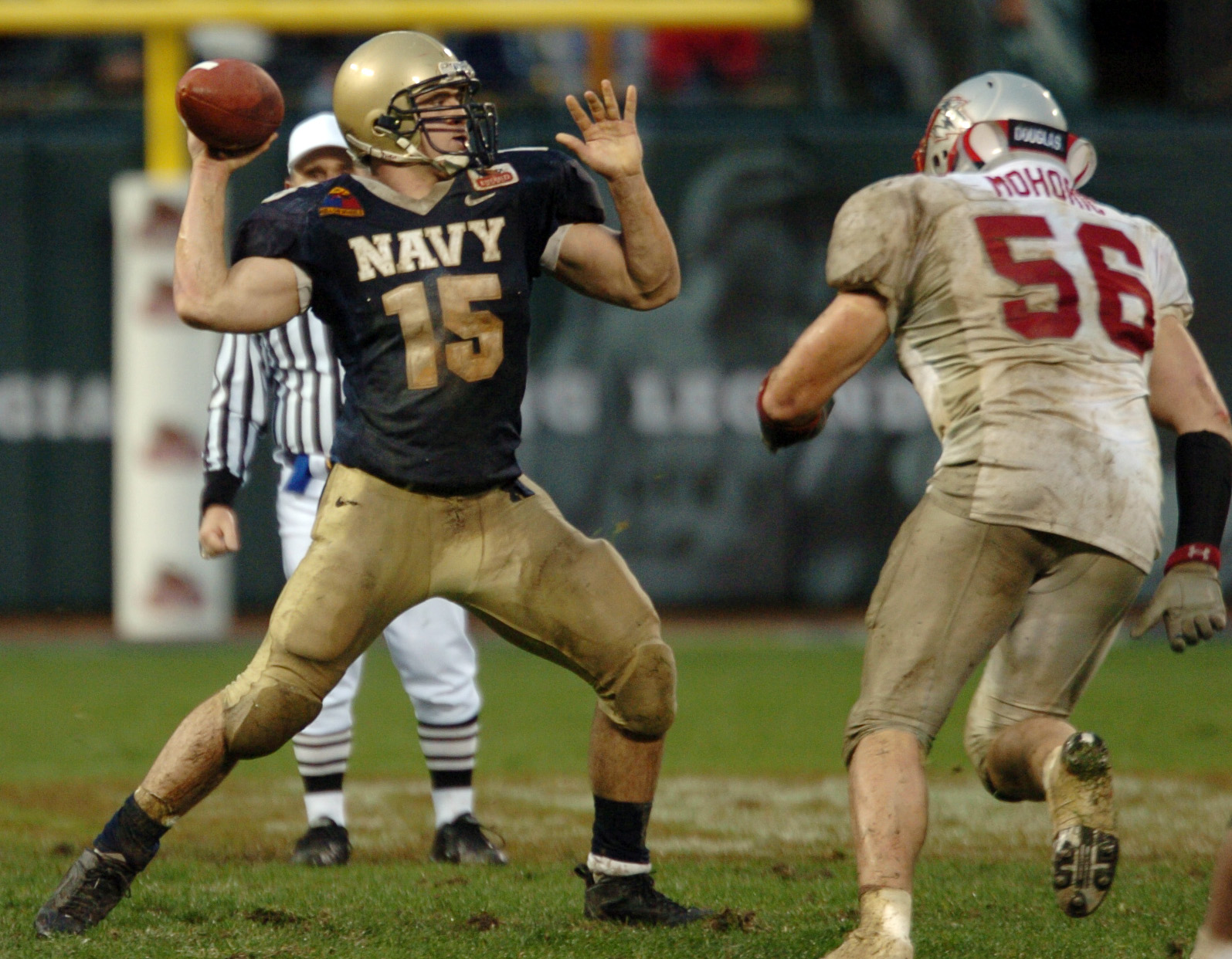
Quarterback entamant un mouvement de passe en avant.

Le quarterback dirige l'attaque et communique la tactique choisie. Il reçoit via son casque (équipé d'un système de réception) les actions à jouer choisies par les entraîneurs qu'il répercute à ses équipiers lors du huddle (regroupement avant la remise en jeu). En fonction du positionnement de la défense adverse, le quarterback peut décider de changer le plan de jeu. Il effectue alors un audible en communiquant à ses équipiers la nouvelle tactique qu'il a choisie.
Il se place ensuite derrière le centre à une distance qu'il estime nécessaire pour commencer au mieux l'action qui va être jouée, soit :
- Under center : Il est directement en contact avec le centre et reçoit le ballon de la main à la main.
- In the shotgun : Il est aligné derrière sa ligne à distance de 7 yards et reçoit le ballon que le centre lui lance d'entre ses jambes.
- Pistol position : Il se trouve aligné à une distance moindre que pour la formation shotgun (4 yards) et reçoit le ballon comme précédemment.

La séquence de jeu débute lorsque le centre donne le ballon à son quarterback. C'est celui-ci qui indique au centre le moment précis pour commencer l'action (snap), généralement à l'aide d'un message prédéfini.
Les autres joueurs de la ligne offensive ont pour rôle de le protéger d'un éventuel plaquage et de lui donner le temps nécessaire pour :
- effectuer lui-même une course avec le ballon ;
- céder le ballon à un coureur éligible pour un jeu de course ;
- tenter une passe en avant vers un partenaire éligible démarqué.

Il doit également éviter que le ballon ne soit intercepté par l'équipe adverse.

### Running back (RB)

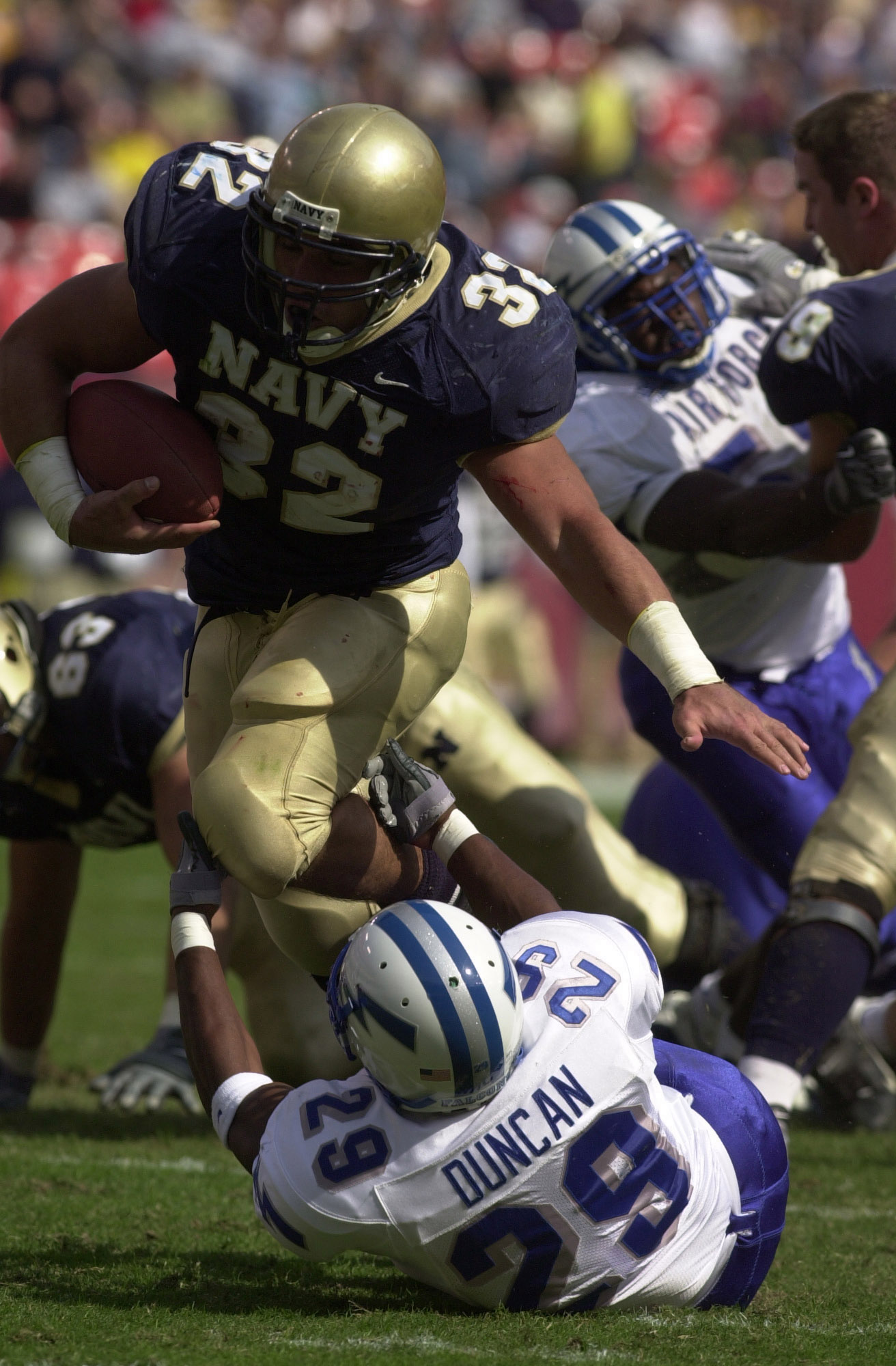
Le full back est souvent plus corpulent que le running back.

Un Running back est un coureur qui se place derrière la ligne offensive situé en position de recevoir le ballon du quart-arrière pour exécuter un jeu de course. Il est autorisé d'utiliser un, deux, ou trois coureurs (ou même aucun, situation généralement connue comme un empty backfield, notamment quand une équipe se retrouve dans l'obligation de gagner beaucoup de yards).
Selon l'endroit où il se place et en fonction du rôle quil va jouer, le coureur est dénommé :
- Tailback ou Halfback (HB) :

Le tailback ou "halfback" (demi offensif), est souvent désigné comme le porteur du ballon lorsqu'une équipe désire effectuer un jeu de course. Son but est de gagner un maximum de terrain en traversant si possible la défense adverse. Il peut également réceptionner le ballon à la suite d'une passe, agissant souvent comme une "soupape de sécurité" lorsque tous les receveurs sont couverts. Dans l'usage moderne, le terme « running back » désigne principalement le tail/halfback. Walter Payton était par exemple tailback.
- Fullback (FB) :

Il est souvent plus grand et plus fort que le tail/halfback. Il agit principalement comme un bloqueur, même si le fullback peut également être utilisé pour attraper une passe ou pour courir comme le tail/halfback. Les fullbacks se positionnent souvent plus près de la ligne d'engagement que les tail/halfback, de sorte qu'ils puissent bloquer et ouvrir des brèches pour ceux-ci si nécessaire. Il n'est pas aligné sur toutes les phases de jeu afin de libérer une place pour un receveur supplémentaire. Le fullback a tendance à se raréfier dans le football moderne, certaines équipes en étant dépourvues.
- Back-wing ou slot-back :

Formation Flexbone.

C'est un terme utilisé pour désigner un running back positionné sur le côté, au-delà de la position occupée par un des tacles ou par le tight end. Il n'est utilisé que dans certains alignements offensifs comme lors d'une formation Flexbone (en).
- H-back :

Il occupe une position similaire au slot-back mais est plutôt considéré comme une modification de la position normale du tight-end (voir ci-dessous).

### Wide receiver (WR)

Les diverses positions des receveurs.

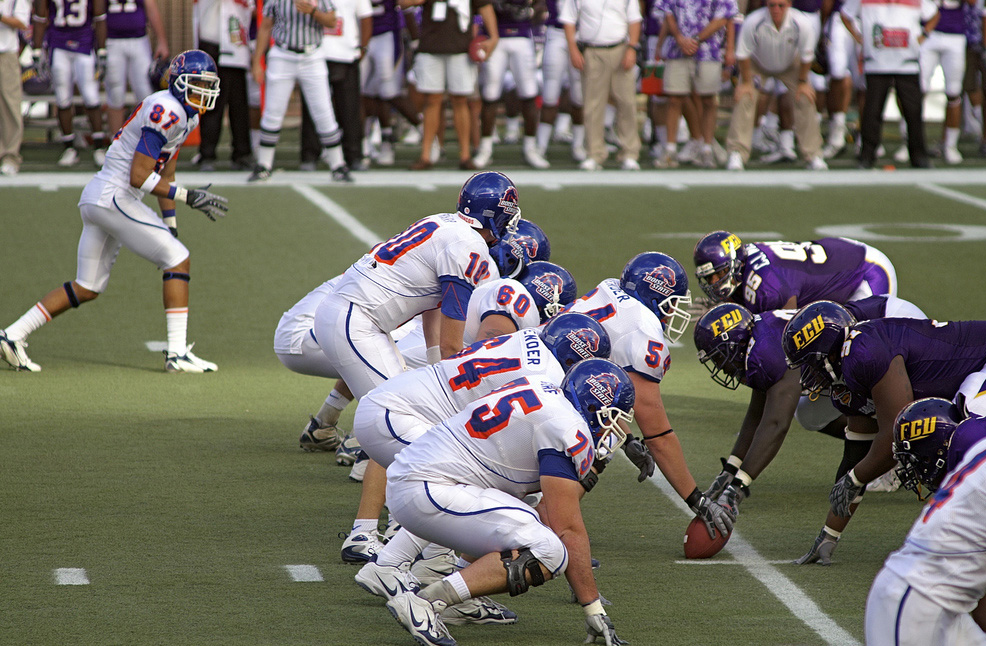
Le receveur no 87 en blanc commence le jeu en position de flancker

Un wide receiver est le spécialiste de la réception.
Sa tâche principale est d'exécuter une course prédéfinie, de se démarquer et de réceptionner le ballon à la suite d'une passe du quarterback. Il peut occasionnellement être appelé à bloquer.
Au début de l'action de jeu, il se positionne généralement sur les ailes près des lignes de touche.
Tout comme le running back, le rôle du wide receiver est fonction de son positionnement sur le terrain :
- un  split end : le receveur se place directement sur la ligne d'engagement et est comptabilisé comme un des sept joueurs qui doivent obligatoirement être positionnés sur la ligne d'engagement ;
- un  flanker : le receveur se positionne en retrait de la ligne d'engagement et est comptabilisé comme un des quatre backs maximum pouvant être alignés ;
- un  slot receiver (en) ou slotback (en) : le receveur s'aligne entre le receveur positionné le plus à l'extérieur et la ligne offensive. On dit qu'il est in the slot.

À cette position, Jerry Rice détient les records du nombre de réceptions (1 549), de yards parcourus (22 895) et de réceptions de touchdowns (197).

### Tight-end (TE)
Le Tight-end se positionne directement à côté d'un Tackle.
Il est considéré comme un joueur hybride, mélange de receveur et de joueur de ligne offensif.
Du fait de sa position, il est souvent appelé à bloquer, en particulier lors des jeux de course. Cependant, parce qu'il est considéré comme receveur éligible, il peut également réceptionner le ballon à la suite d'une passe (généralement courte).
La position connue sous le nom de H-back est un tight-end qui se positionne en retrait de la ligne d'engagement. Il est donc comptabilisé comme l'un des quatre « backs » mais son rôle est similaire à celui des autres tight-ends.

### Offensive Linemen (OL)

#### Centre (C)
Le « centre » a pour premier rôle la transmission du ballon au quarterback au moment choisi par celui-ci. Puis une fois le ballon mis en jeu, le centre est alors comme le rempart principal du quarterback.

#### Offensive guard (OG)

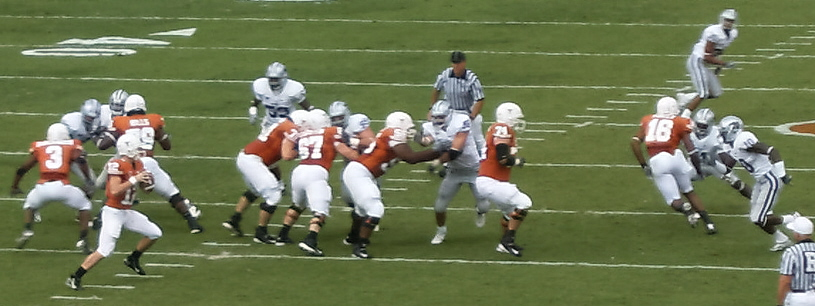
Le travail de la ligne offensive est primordial pour le quarterback.

L' « offensive guard » (garde offensif) est chargé de bloquer les adversaires pour les empêcher de sacker (plaquer) le quarterback ou pour créer des ouvertures pour les running backs. Il ne touche qu'exceptionnellement le ballon si celui-ci est lâché par un autre joueur. Bruce Matthews a été un des offensive guards à la plus grande longévité sportive.

#### Offensive tackle (OT)
L' « offensive tackle » (bloqueur) a un rôle similaire à l'offensive guard mais il est plus mobile, car les defensive ends et les linebackers tentent de les prendre de vitesse. Généralement, le tackle droit est le meilleur bloqueur de course (il crée une couverture pour les running backs), tandis que le tackle gauche est le meilleur bloqueur de passe (il bloque les défenseurs avançant vers le porteur de balle et notamment le côté aveugle du quarterback — généralement droitier — qui est de côté lors de sa préparation à une passe). Ils ne touchent qu'exceptionnellement le ballon.

## Escouade défensive

### Defensive linemen (DL)

#### Defensive tackle (DT)
Faisant face à l'offensive guard, le « defensive tackle » est un joueur imposant, pesant environ de 135 à 160 kg. Habituellement par deux, ils tentent de créer des brèches dans la défense adverse afin qu'un defensive end ou un linebacker puissent effectuer un sack sur le quarterback. Il a également la tâche d'être le premier rideau défensif d'une course au centre. Chris Jones (Chiefs), Fletcher Cox (Eagles) et Aaron Donald (Rams) sont par exemple des defensive tackles.

##### Nose tackle (NT)
Dans une défense « 3-4 », le « nose tackle » est le defensive tackle qui reste sur le terrain, l'autre étant remplacé habituellement par un linebacker additionnel. Il fait face au centre adverse.

#### Defensive end (DE)
Pesant entre 115 et 130 kg, le « defensive end » doit être très rapide et agile car il cherche à sacker le quarterback adverse, soit en passant l'offensive tackle qui lui fait face, soit en faisant une course vers l'extérieur pour prendre son vis-à-vis de vitesse. J. J. Watt (Texans) et Nick Bosa (49ers) sont par exemple deux defensive ends réputés.

### Linebacker (LB)

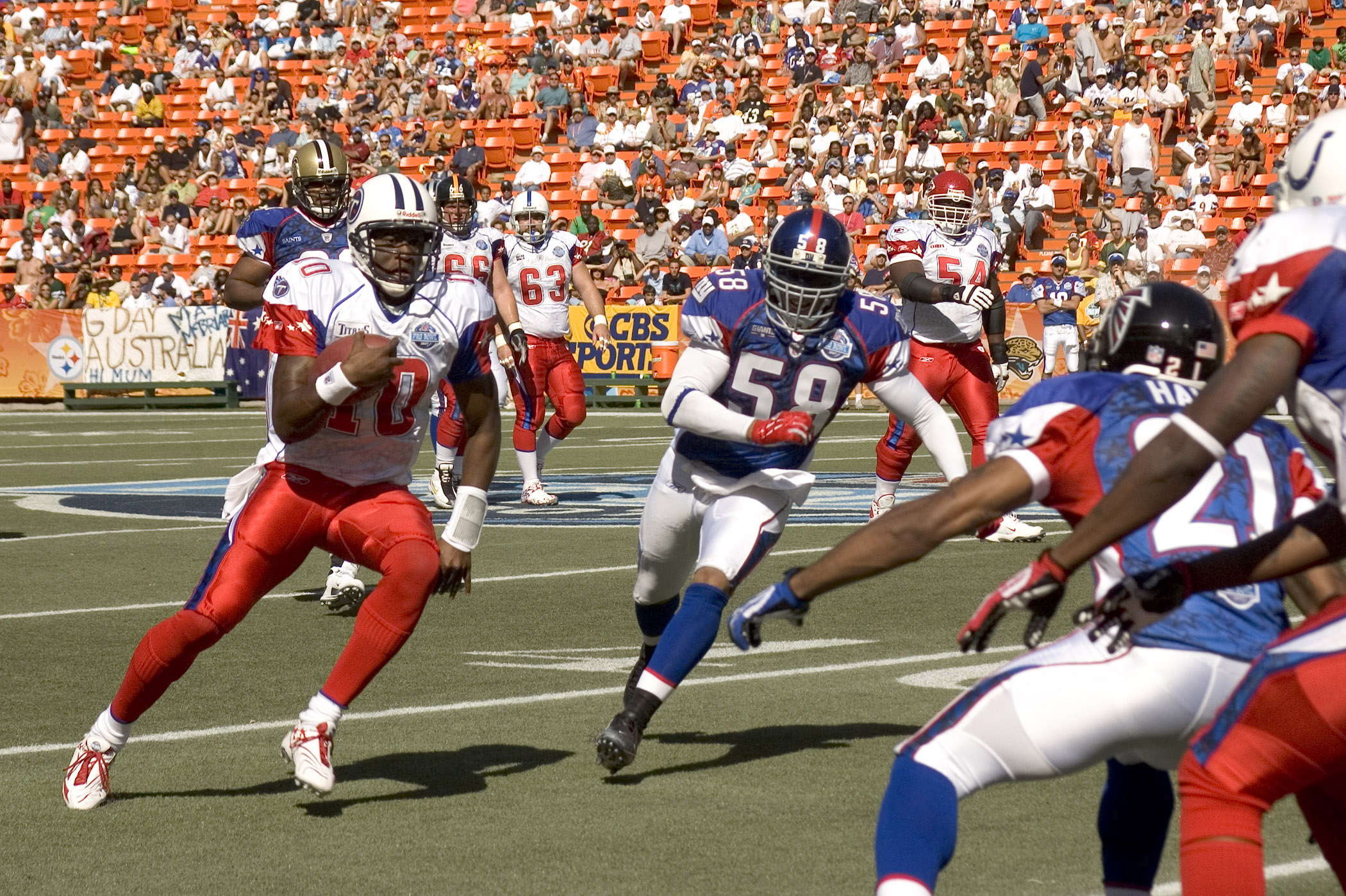
Le quarterback Vince Young poursuivi par le linebacker Antonio Pierce.

#### Linebacker extérieur (Outside linebacker/OLB)
Les deux «outside linebackers » (linebackers extérieurs) ont pour rôle de bloquer les running backs s'ils courrent de leur côté ou d'aller effectuer un "sack" sur le quarterback en contournant la ligne défensive grâce à leur vitesse de course. Khalil Mack (Bears) et Demario Davis (Saints) jouent par exemple à ce poste.

#### Linebacker intérieur ou central (Middle Linebacker/MLB)
Le « middle linebacker » (linebacker intérieur) est situé derrière la ligne défensive composée des defensive tackles et des defensive ends. Il bénéficie ainsi d'une vision globale sur le jeu et, grâce à sa position centrale, peut avoir un rôle varié selon les actions, qu'il s'agisse de phases de passe ou de courses. Bobby Wagner (Seahawks) est notamment un linebacker réputé.

### Defensive back (DB)
Derrière la défense, les "safetys" et les "cornerbacks" ont pour rôle de défendre contre le jeu de passe et d'aider leurs partenaires contre le jeu de course. On distingue les cornerbacks, le free safety et le strong safety.

#### Cornerback (CB)
Le « cornerback » a pour rôle principal de marquer un wide receiver durant son parcours en rivalisant avec lui sur le plan de la vitesse pour pouvoir le stopper. Accessoirement, il a aussi pour but d'intercepter la passe du quarterback. Stephon Gilmore (Patriots) et Jalen Ramsey (Rams) sont notamment des cornerbacks réputés.

##### Nickelback
Le « nickelback » est un cornerback qui sert de cinquième « defensive back », au lieu des quatre habituellement (deux cornerbacks et deux safetys). Il apparaît lors de tactiques spéciales.

##### Dimeback
Le « dimeback » est un cornerback qui sert de sixième « defensive back », au lieu des quatre habituellement. Il apparaît lors de tactiques spéciales.

#### Safety (S)

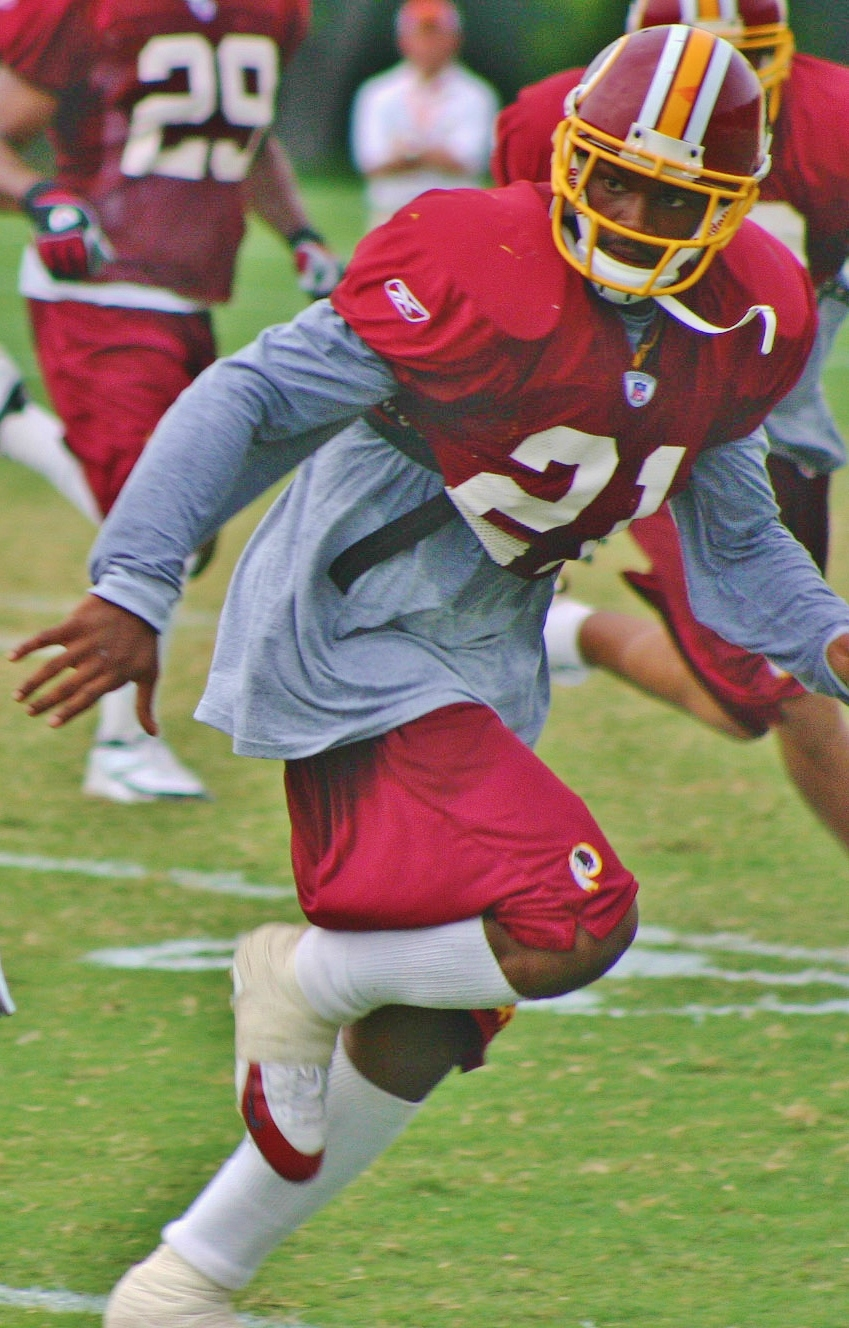
Le safety Sean Taylor, sélectionné deux fois au Pro Bowl, dont une fois à titre posthume.

Le « safety » est le dernier rempart défensif de l'équipe. Il se décompose en deux groupes : « Free safety » et « Strong safety ».

##### Free safety (FS)
Le « free safety » a pour rôle d'effectuer la couverture des passes longues adverses et des coureurs ayant réussi à franchir les deux premiers rideaux défensifs. Il est le joueur les plus éloigné de la ligne de scrimmage. Il donne aussi les indications de passes ou de courses de l'adversaire à ses partenaires. C'est aussi la dernière défense de l'équipe. Kevin Byard (Titans) est l'un des joueurs les plus actifs chez les safetys.

##### Strong safety (SS)
Le « strong safety » quant à lui est situé plus proche des linebackers et est plus souvent assigné au marquage d'un receveur, le plus souvent un tight end. Il est parfois amené à effectuer des blitz au travers de la ligne défensive. Jamal Adams (Seahawks) est par exemple l'un des meilleurs à ce poste en NFL.

## Unités spéciales

### Kicker ou Placekicker (K)
Le « kicker » est le joueur chargé du tir des field goals, des extra points après les touchdowns et la plupart du temps des kickoffs. Il doit avoir un coup de pied puissant et précis.

### Punter (P)

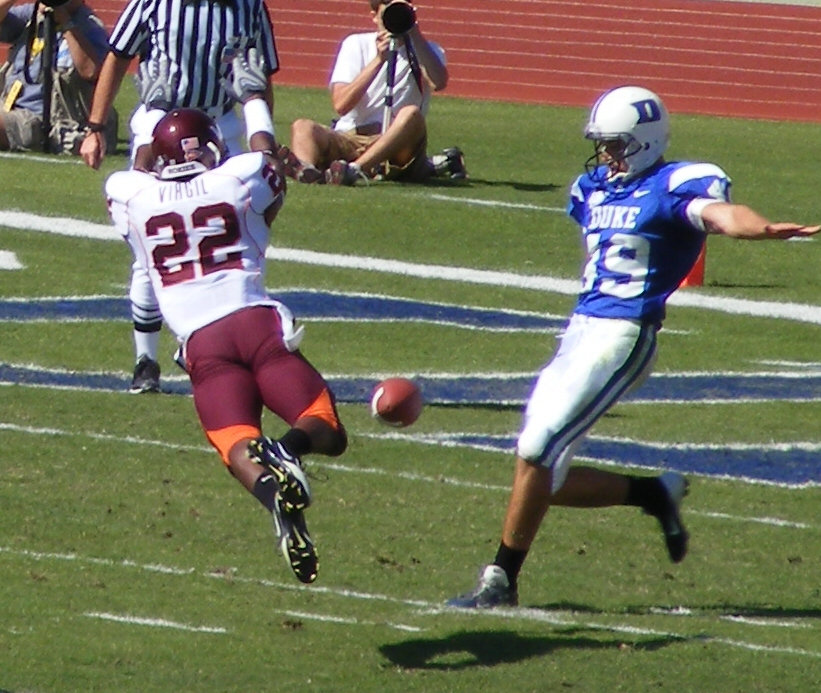
Le punt est sur le point d'être bloqué.

Un « punter » est un joueur qui reçoit le ballon directement depuis le long snapper, puis envoie la balle au pied par-dessus l'équipe adverse de façon à repousser la balle vers le camp adverse. À la différence du kicker, c'est lui qui tient la balle pour son tir. L'équipe adverse place habituellement un joueur en arrière, le « punt returner », pour attraper la balle et souvent tenter de repartir directement dans l'autre sens. Parfois, le tir au pied est remplacé par une passe, ce qui donne un « faux punt ».

### Kick returner (KR)
Le « kick returner » est le joueur qui est chargé de récupérer la balle lors d'un kickoff. Protégé par les autres joueurs, il tente de remonter à la course la balle vers l'en-but adverse. Il peut faire un arrêt de volée s'il est en position défavorable. Dante Hall fut souvent considéré comme un kick returner particulièrement adroit.

### Punt returner (PR)
Le « punt returner » est le joueur qui est chargé de récupérer la balle lors d'un punt. Protégé par les autres joueurs, il tente de remonter à la course la balle vers l'en-but adverse. Il peut faire un arrêt de volée s'il est en position défavorable.

### Long snapper (LS)
Le « long snapper » fait référence à un joueur qui est un centre spécialisé pour une phase précise du jeu : le field goal, la transformation après touchdown et le punt. À l'origine de la phase de jeu, sa tâche est de donner le ballon aussi rapidement et précisément que possible. Il effectue donc un snap « long » car le holder (pour un kicker) et le punter sont plus éloignés de lui que le quarterback l'est habituellement.

### Holder

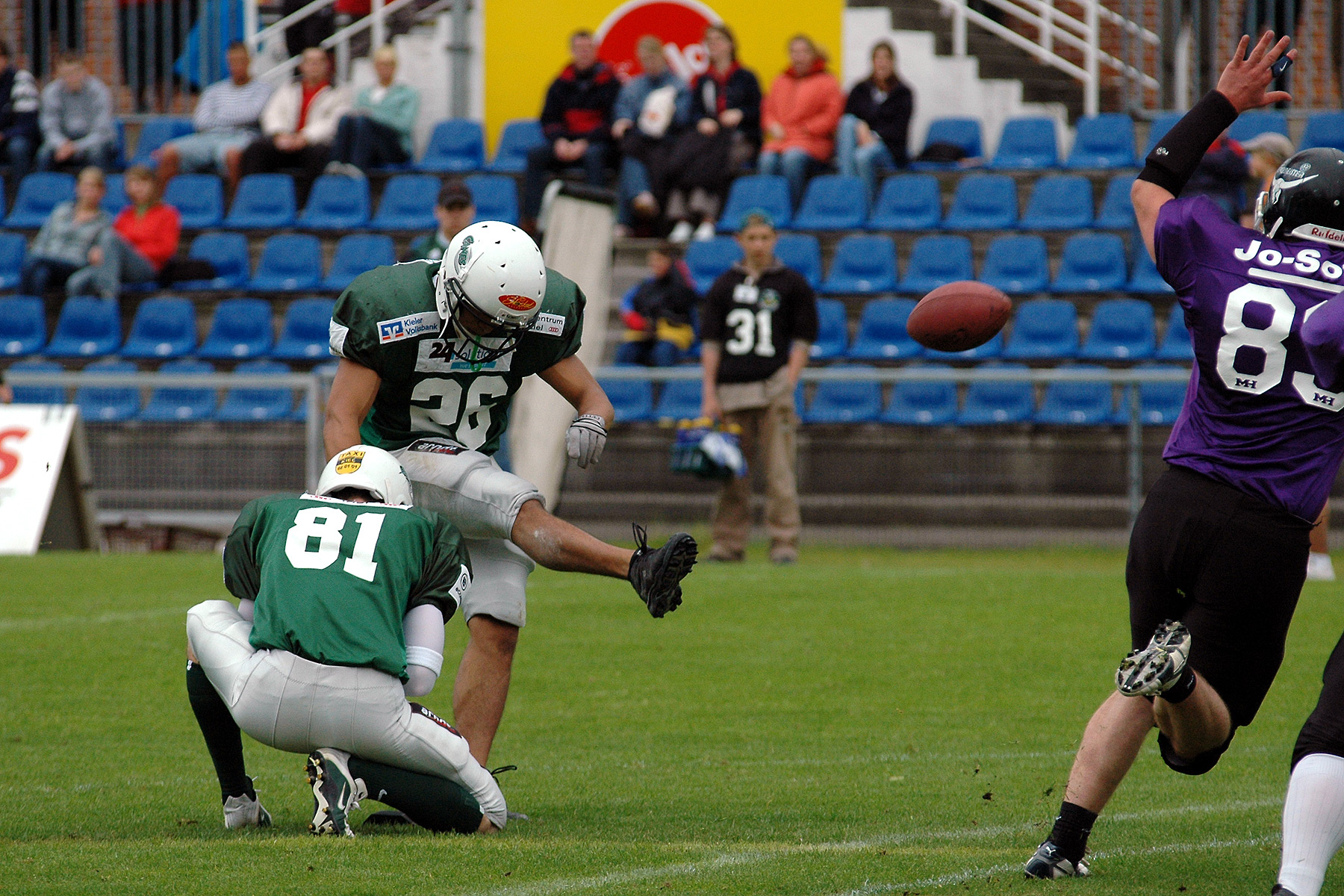
Field goal, le holder place la balle pour le kicker.

Le joueur qui reçoit la balle du long snapper lors d'un kick pour permettre au kicker de tirer est le « holder ». Aussi rapidement que possible, il place la balle entre l'une de ses mains et le sol et tourne le ballon afin que les lacets soient orientés vers les poteaux de but. Il s'agit souvent d'un joueur qui joue habituellement à une autre position, notamment un quarterback remplaçant ou le punter, ce qui permet de faire des « faux » field goals, remplaçant le tir au pied par une passe.

### Gunner
Un « gunner » (aussi désigné comme un « shooter ») est un joueur très véloce de l'escouade spéciale spécialisé, selon la phase de jeu, dans le tacle du « kick returner » ou du « punt returner ». Il doit stopper le plus loin possible de son but le porteur de ballon. Il s'agit généralement d'un joueur remplaçant de position safety, cornerback ou parfois wide receiver ou linebacker. Steve Tasker est souvent considéré comme l'un des meilleurs exemples de gunners.